# فانیف
فانیف یک منطقه شهرداری در ایالت یاپ در ایالات فدرال میکرونزی است. فانیف شمال باختری‌ترین بخش آبخوست یاپ است. بلندترین نقطه آن «کوه تابیوول» با ۱۷۸ متر (۵۸۴ فوت) بلندا است. "گیلفیث" رهبر روستای فانیف است. روستاهای «یین»، «کوآیرِچ»، «رونوو»، «وولوک»، «مالاوای»، «کاتیلو» و «رااِنگ» در محدوده منطقه شهرداری فانیف قرار دارد. یک راه سنگفرش شده، فانیف را از  کناره شمال باختری فانیف به ولوی و از آنجا به جنوب و جاده تومیل-کولونیا در شمال خاور وصل می‌کند. دسترسی به کولونیا در کناره غربی آبخوست یاپ با قایق از آبراه «تاگیرینگ» امکان‌پذیر است.

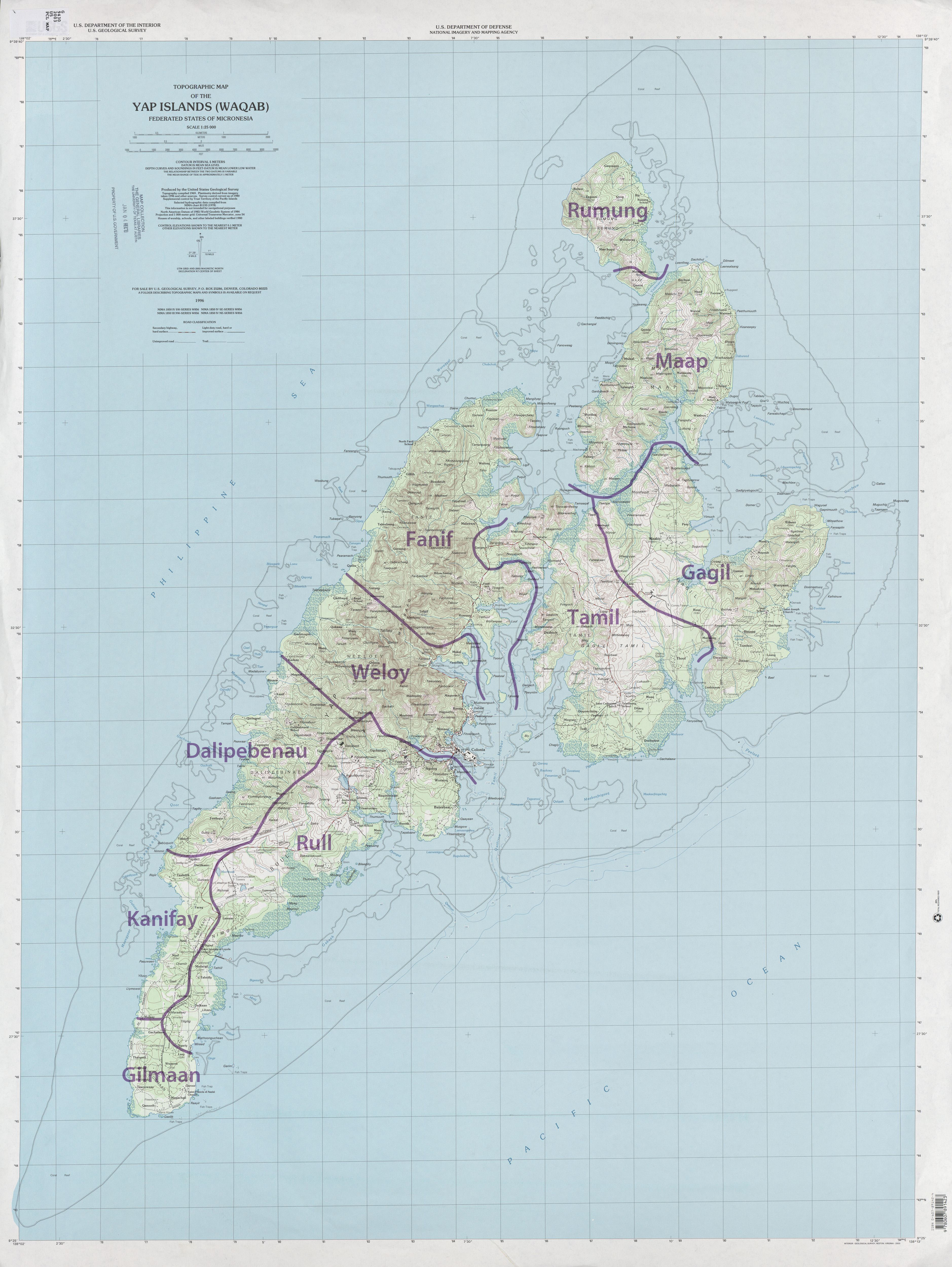
منطقه‌های شهرداری آبخوست یاپ